# NGC 4788
NGC 4788 é uma galáxia espiral barrada (SB0-a) localizada na direcção da constelação de Coma Berenices. Possui uma declinação de +27° 18' 11" e uma ascensão recta de 12 horas, 54 minutos e 16,2 segundos.
A galáxia NGC 4788 foi descoberta em 23 de Abril de 1865 por Heinrich Louis d'Arrest.